# Moog syntezátor

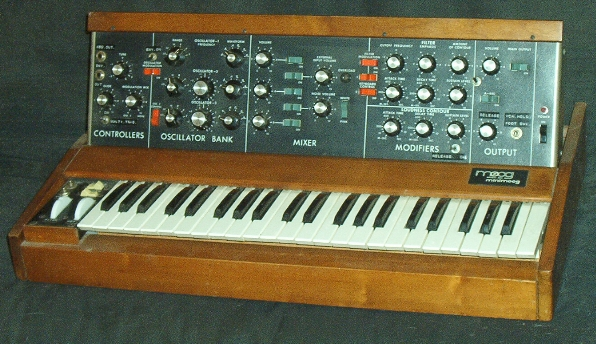
Minimoog Model D

Moog je značka analogových syntezátorů, které navrhl doktor Robert Moog. Moogovy syntezátory patří mezi nejpopulárnější elektronické hudební nástroje.
Robert Moog poprvé představil prototyp svého syntetizéru v roce 1964 na sdružení Audio Engineering Society.
Do rodiny Moog patří např.:
- Moog modular
- Micromoog
- Polymoog
- Minimoog
- Moog Taurus